# Faro (cerveja)
Cerveja Faro refere-se a um estilo de cerveja Lambic. Sujeita à adição de açúcar durante a fermentação selvagem, trata-se de uma cerveja com uma graduação perto dos 5% vol. de álcool, na maioria das vezes de cor âmbar. Neste tipo de cerveja o gosto doce do açúcar contrapõe-se à acidez da fermentação espontânea. Uma versão de cerveja de trigo originária da Bélgica. Doce e leve, a cerveja Faro apresenta características distintas pelo comumente tempero com pimenta, casca de laranja e coentros e  inclusive moscatel de Setubal e de Faro. (Portugal)

## Cervejas Faro
- Drie Faro Fonteinen - 5.00% ABV
- Cantillon Faro - 5.00% ABV
- Girardin Faro 1882 - 5.00% ABV
- Lindemans Faro Lambic - 4.20% ABV
- Faro caput Lambic - 4.75% ABV[4]